# Lake Peak
Il monte Lake Peak con 1.537 m s.l.m. è una montagna delle Pohorje nelle Prealpi Slovene nord-orientali. Si trova nella regione della Carinzia (regione statistica slovena) in Slovenia nel comune di Ribnica na Pohorju.